# Национальный музей современного искусства (Токио)
Национальный музей современного искусства (яп. 東京国立近代美術館 То:кё: кокурицу киндай бидзюцукан) — музей, расположенный в специальном районе Тиёда города Токио, Япония. В музее представлены коллекция современного искусства, прежде всего японского, организуются выставки.
Этот музей известен под английским акронимом — MOMAT (National Museum of Modern Art, Tokyo). MOMAT известен коллекцией искусства XX века, включая западный стиль и стиль нихонга.

## История
Национальный музей современного искусства в Токио — первый Национальный музей искусств в Японии, основанный в 1952 году Министерством образования Японии. Архитектор здания — Кунио Маэкава. Позже были выкуплены два соседних помещения и музей был расширен. Редизайн MOMAT — Ёсиро Танигути (его сын Ёсио Танигути сделал проект расширения Нью-Йоркского музея современного искусства).

## Коллекция
В коллекции музея имеются работы многих известных японских художников, начиная с эпохи Мэйдзи, а также несколько произведений современных западных художников.
В начале XX века Мацуката Кодзиро начал коллекционировать со всего мира японские гравюры укиё-э. Мацуката собрал 1925 гравюр за рубежом. В настоящее время около 8000 укиё-э гравюр из коллекции Мацуката размещены в Национальном музее Токио.

### Галерея ремёсел
В 1977 году музей открыл дополнительное помещение — Галерея ремёсел, в котором собираются предметы текстиля, керамики, лака. Здесь собраны предметы ремёсел и дизайна со всего мира начиная с конца XIX века и до наших дней. Галерея ремёсел имеет собственную научную библиотеку.

### Национальный киноцентр
В здании Кёбаси, перестроенном после переезда в парк Китаномару, сейчас находится филиал музея — Национальный киноцентр. В коллекции представлено около 40 000 фильмов и других материалов. Здесь проходят специальные показы в кинотеатрах. Национальный киноцентр является членом Международной федерации киноархивов, токийский штаб которой также расположен в здании Кёбаси.

### Объединённый каталог
«Объединённый каталог коллекций Национального музейного искусства Японии» представляет собой объединённый каталог материалов, хранящихся в четырёх японских национальных художественных музеях:
- Национальный музей современного искусства, Киото
- Национальный музей современного искусства, Токио
- Национальный художественный музей в Осаке
- Национальный музей западного искусства, Токио[7]

Интернет-версия каталога в настоящее время находится в стадии разработки, доступны только избранные произведения.

### Некоторые художники, представленные в музее

#### Японские художники
Ай-Мицу, Хисао Домото, Эй-Кью, Каии Хигасияма, Хисида Сюнсо, Лэйко Икэмура, Рюсэй Кисида, Ясуо Куниёси, Яёи Кусама, Сюнсукэ Мацумото, Айко Мияваки, Кагаку Мураками, Цунэ Накамура, Рокудзан Огивара, Таро Окамото, Юдзо Саэки, Курода Сэйки, Сотаро Ясуи, Рюдзабуро Умэхара, Канаэ Ямамото, Тецугоро Ёрудзу.

#### Западные художники
Джозеф Альберс, Карел Аппел, Диана Арбюс, Жан Арп, Фрэнсис Бэкон, Артур Бойд, Даниель Бюрен, Марк Шагал, Имоджен Каннингем, Робер Делоне, Макс Эрнст, Уолкер Эванс, Цугухару Фудзита, Поль Гоген, Хуан Грис, Георг Гросс, Эрже, Василий Кандинский, Пауль Клее, Виллем де Кунинг, Рене Лалик, Фернан Леже, Жоан Миро, Амедео Модильяни, Ласло Мохой-Надь, Генри Мур, Альфонс Муха, Бен Николсон, Исаму Ногути, Сидней Нолан, Пабло Пикассо, Норман Роквелл, Жорж Руо, Анри Руссо, Курт Швиттерс, Альфред Стиглиц.